# Боффалора-д’Адда
Боффалора-д’Адда (итал. Boffalora d'Adda) — коммуна в Италии, располагается в регионе Ломбардия, в провинции Лоди.
Население составляет 1042 человека (2008 г.), плотность населения составляет 130 чел./км². Занимает площадь 8 км². Почтовый индекс — 26811. Телефонный код — 0371.
В первое воскресение сентября в коммуне особо празднуется Рождество Пресвятой Богородицы.

## Демография
Динамика населения:

## Администрация коммуны
- Официальный сайт: http://www.comune.boffaloradadda.lo.it/